# Рейнор, Джек
Джек Рейнор (родился 23 января 1992 года) — ирландский актёр, наиболее известный своим участием в фильмах «Трансформеры: Эпоха истребления», «Макбет» и «Синг Стрит». Обладатель 6 кинопремий и 5 номинаций на различные кинопремии.

## Биография
Джек Рейнор родился в штате Колорадо, США. Он — племянник актера Пола Рейнера. Его мать, Тара О’Брейди, является правозащитницей из Ирландии. Джек переехал вместе с матерью в графство Уиклоу, Ирландия, когда ему было два года. Мальчика воспитала мама и бабушка с дедушкой: Пэт и Дэмиен Рейноры. Сейчас у Джека двойное гражданство: США и Ирландии.
Интерес к актерскому мастерству зародился в Джеке после его первой небольшой роли в картине «Кантри», снятой Кевином Лидди в 1999 году. В 2004 году  Джек переезжает в Дублин, поступив в колледж Бельведер. Там он принимает участие во множестве театральных постановок.

## Карьера
В начале 2010 года Джек снялся в фильме Кирстен Шеридан «Кукольный дом», показанном на Берлинале в 2012 году. В конце 2011 года Джек сыграл главную роль в фильме «Что сделал Ричард» Леонарда Абрахамсона, который был показан на фестивале Трайбека. За работу в картине Джек получил премию IFTA (Irish Film and Television Awards) в категории «Лучший актер». Эта награда помогла Джеку получить роль в комедийной драме DreamWorks «Отец-молодец» и поработать на одной съемочной площадке с Винсом Воном. Тогда же актера заметил Майкл Бэй, и следующим проектом Джека стал фантастический боевик «Трансформеры: Эпоха истребления», четвёртый фильм из серии о Трансформерах. Фильм был выпущен в 2014 году, и в нём также сыграли Марк Уолберг и Никола Пельтц. Все трое заключили контракт на 3 фильма, тем самым проложив путь новой трилогии о Трансформерах. В итоге, «Трансформеры» собрали чуть более 1,1 миллиарда долларов, став самым кассовым фильмом, выходившим в прокат в Китае.
Через несколько дней после окончания пресс-тура по «Трансформерам» Джек Рейнор полетел в Лондон на съемки фильма Энди Серкиса «Маугли». В декабре 2018 года картину выпустил стриминг-сервис Netflix. Вместе с Джеком в съемках принимали участие такие актеры, как Кристиан Бейл, Бенедикт Камбербэтч и Кейт Бланшетт.
Также, Рейнор сыграл в драме Джерарда Барретта «Гласленд» в компании Тони Коллетт и Уилла Поултера. За роль таксиста, который пытается привести свою жизнь в порядок, актер получил специальный приз жюри на кинофестивале Сандэнс. После картины «Гласленд» Джек сыграл в романтической комедии «Лондонские каникулы», основанном на реальных событиях, происходивших в 1945 году в королевской семье в Лондоне.
Картина «Макбет», созданная при участии Джека Рейнора, а также Майкла Фассбендера и Марион Котийяр, была удостоена беспрецедентных 10-минутных оваций на 68-м Каннском международном кинофестивале. Премьера фильма состоялась в Эдинбурге в сентябре 2015 года. Следующий проект с участием Рейнора, «Синг Стрит», впервые был показан на кинофестивале Сандэнс.
C 2016 по 2018 годы можно было также увидеть Джека Рейнора в картинах: «Перестрелка», «Скрижали судьбы», «Мозг Гиммлера зовётся Гейдрихом», «Детройт», «Электрические сны Филипа К. Дика», «Странный ангел», «Кин» и «По половому признаку».
В 2019 году вышел мистический хоррор «Солнцестояние» от режиссера Ари Астера, снявшего до этого «Реинкарнацию». Рейнор исполнил в фильме главную мужскую роль.

## Личная жизнь
У Рейнора есть младший брат и младшая сестра. Он помолвлен с ирландской моделью Медлин Малквин.

## Фильмография
| Год       |   | Название                         | Роль             |
| --------- | - | -------------------------------- | ---------------- |
| 2000      | ф | Country                          | Altar Boy        |
| 2010      | ф | Три мудрых женщины               | Колин            |
| 2012      | ф | Кукольный дом                    | Робби            |
| 2012      | ф | Chasing Leprechauns              | Томми Рили       |
| 2012      | ф | Что сделал Ричард                | Ричард Карлсен   |
| 2012      | ф | Стелла                           | Майкл            |
| 2013      | ф | Car Film                         | Мартин           |
| 2013      | ф | Холод                            | Рори             |
| 2013      | ф | Отец-молодец                     | Джош             |
| 2014      | ф | Трансформеры: Эпоха истребления  | Шейн Дайсон      |
| 2014      | ф | Гласленд                         | Джон             |
| 2015      | ф | Макбет                           | Малькольм        |
| 2015      | ф | Лондонские каникулы              | Джек             |
| 2016      | ф | Перестрелка                      | Гарри            |
| 2016      | ф | Скрижали судьбы                  | Майкл Макналти   |
| 2016      | ф | Синг Стрит                       | Брендан          |
| 2017      | ф | Мозг Гиммлера зовётся Гейдрихом  | Йозеф Габчик     |
| 2017      | ф | Детройт                          | Дименс           |
| 2017      | ф | Электрические сны Филипа К. Дика | Нортон           |
| 2018—2019 | с | Странный ангел                   | Джек Парсонс     |
| 2018      | ф | Кин                              | Джимми Солински  |
| 2018      | ф | По половому признаку             | Джеймс Х. Бозарт |
| 2018      | ф | Маугли                           | Брат Волк        |
| 2019      | ф | Солнцестояние                    | Кристиан         |
| 2021      | ф | По наклонной                     | "Pills and Coke" |
| 2022      | с | Периферийные устройства          | Бёртон Фишер     |
| 2023      | ф | Флора и сын                      | Йен              |
| 2023      | ф | Хорошая мать                     | Тоби             |
| 2024      | с | Идеальная пара                   | Томас Уинбери    |
| 2026      | ф | Мумия                            | TBA              |

## Награды и номинации
| Year | Nominated work    | Award                                                                        | Results   |
| ---- | ----------------- | ---------------------------------------------------------------------------- | --------- |
| 2013 | Что сделал Ричард | London Critics Film Award for Young British Performer of the Year            | Номинация |
| 2013 | Что сделал Ричард | IFTA Award for Best Actor (Film)                                             | Победа    |
| 2013 | Что сделал Ричард | IFTA Rising Star Award                                                       | Номинация |
| 2015 | Гласленд          | Sundance Film Festival's World Cinema Dramatic Special Jury Award for Acting | Победа    |
| 2016 | Синг Стрит        | IFTA Award for Best Actor in a Supporting Role (Film)                        | Победа    |